# あいづ農業協同組合
あいづ農業協同組合（あいづのうぎょうきょうどうくみあい）は、 かつて存在した福島県の農業協同組合。通称JAあいづ。会津若松市に本店を置き、耶麻郡磐梯町、耶麻郡猪苗代町で事業を行っていた。
2016年3月1日に会津いいで農業協同組合など4JAの合併により、会津よつば農業協同組合となった。

## 沿革
- 1996年（平成8年）3月 - 会津若松市、北会津村（現会津若松市北会津町・真宮新町）、磐梯町、猪苗代町、河東町（現会津若松市河東町）の各JAが合併し、JAあいづ発足。
- 1997年（平成9年）9月 - 若松カントリーエレベーター完成。
- 1999年（平成11年）3月 - 配送センターオープン。
- 2000年（平成12年）
  - 4月 - 福祉センターオープン。営農相談員制度スタート。
  - 10月 - 大豆乾燥調製施設（大豆センター）稼動
- 2001年（平成13年）6月 - 営農マイスター制度スタート。農産物直売所（ファーマーズマーケット）オープン。
- 2006年（平成18年）
  - 3月 - 猪苗代野菜集出荷場完成。
  - 4月 - 北会津南部セルフスタンドオープン。
  - 9月 - 新河東支店移転。
  - 10月 - 猪苗代セルフスタンドオープン。
- 2007年（平成19年）
  - 9月 - JAあいづ燃料株式会社、JAあいづ生活株式会社、JAあいづ猪苗代農機自動車株式会社オープン。
  - 10月 - ファーマーズマーケット「まんま～じゃ」オープン。
- 2016年（平成28年）3月 - 合併により、会津よつば農業協同組合が発足。統一金融機関コードは存続法人の旧・会津いいで農業協同組合（本店・喜多方市）のものを継承したが、本店勘定は当組合の本店に異動となり、会津若松支店とのブランチインブランチとされた。

## 本・支店

### 金融店舗
店名　（）内は所在地
- 本店（会津若松市）
- 会津若松支店（同上）
- 湊支店（同上）
- 門田支店（同上）
- 北会津支店（会津若松市北会津町）
- 磐梯支店（磐梯町）
- 猪苗代中央支店（猪苗代町）
- 猪苗代西支店（同上）
- 猪苗代東支店（同上）
- 河東支店（会津若松市河東町）